# Megalastrum glabrius
Megalastrum glabrius är en träjonväxtart som först beskrevs av Carl Frederik Albert Christensen och Skottsb., och fick sitt nu gällande namn av Sundue, Rouhan och R. C. Moran. Megalastrum glabrius ingår i släktet Megalastrum och familjen Dryopteridaceae. Inga underarter finns listade.